# Potrawa

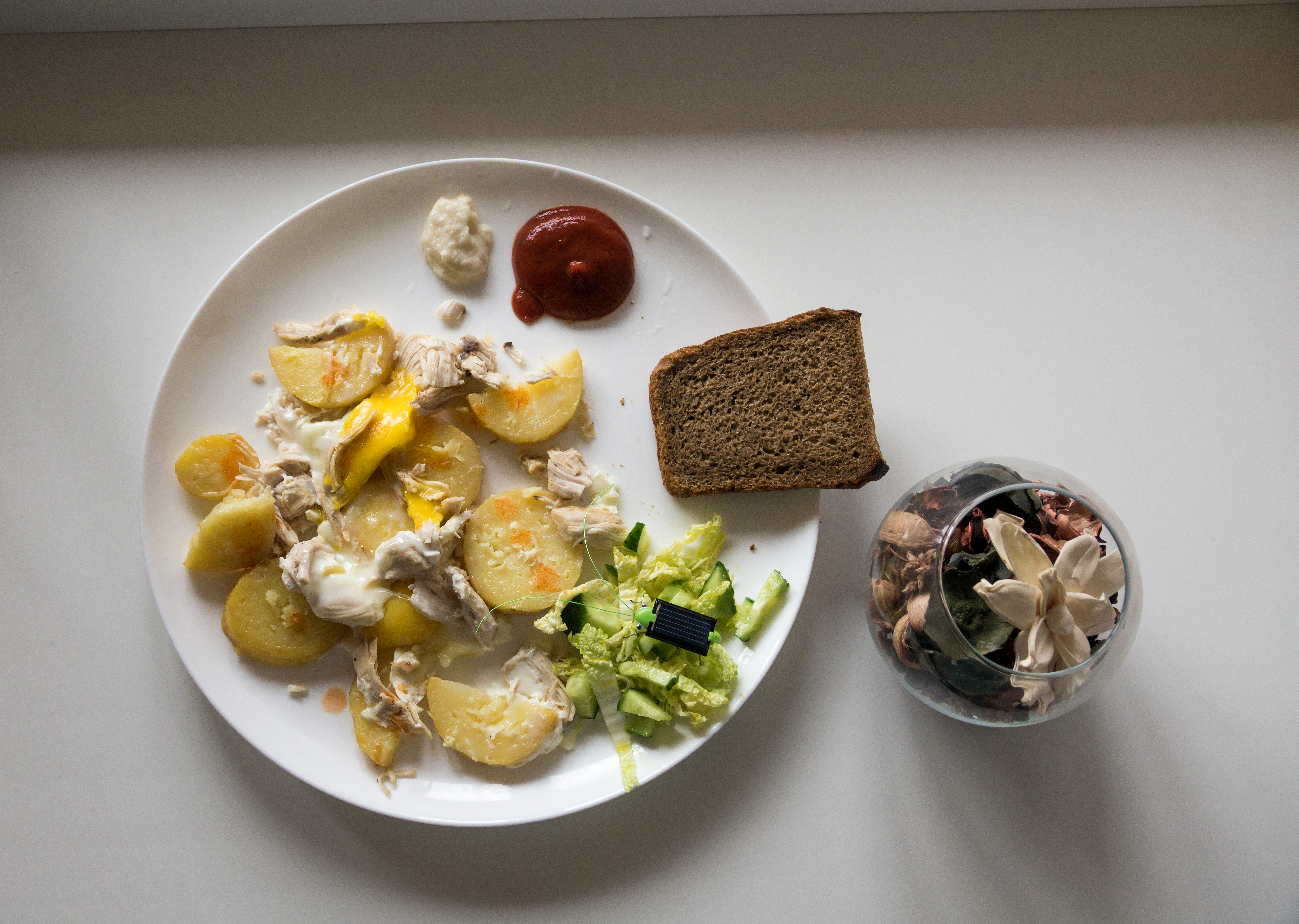
Przykładowe zdjęcie potrawy (tu: smażone ziemniaki z dodatkami)

Potrawa – jedzenie (żywność, pokarm) przyrządzone w określony sposób, gotowe do spożycia i stanowiące zwykle składnik posiłku.